# Samuel Untermyer
Samuel Untermyer (6 de marzo de 1858 - 16 de marzo de 1940, aunque algunas fuentes apuntan al 2 de marzo de 1858), también conocido como Samuel Untermeyer, fue un abogado, líder civil y millonario judío-americano. Nació en Lynchburg, Virginia. Tras la muerte de su padre, su familia se mudó a Nueva York donde estudió Derecho. Comenzó a hacerse conocido como abogado especializado en derecho societario poco después de empezar a ejercer. Se convirtió en un líder civil con amplio reconocimiento que asistía a la Convención Nacional Demócrata como delegado.

## Biografía
Untermyer nació en Lynchburg, Virginia, el 6 de marzo de 1858. Sus padres eran Isadore y Therese Untermyer, ambos de ascendencia judía. Su padre fue teniente en el Ejército Confederado y murió poco después del final de la Guerra de Secesión. Fue entonces cuando la familia se mudó a Nueva York.
El 9 de agosto de 1880 contrajo matrimonio con Minnie Carl, hija de Mairelius Carl, oriundo de Nueva York. Tuvieron tres hijos: Alvin, Irwin e Irene. Uno de sus nietos fue Samuel Untermyer II.
Untermyer murió el 16 de marzo de 1940 en Palm Springs, California. Le enterraron en el Cementerio Woodlawn, en el Bronx en Nueva York. Publicaron su obituario en el New York Times (17 de marzo de 1940, pág. 1).

## Abogacía
Estudió en el College de la Ciudad de Nueva York y obtuvo el título de abogado en la Facultad de Derecho de la Universidad de Columbia en 1878. 
Comenzó a ejercer junto a su hermanastro Randolph Guggenheimer en Nueva York. Poco después ejercería también uno de sus hermanos menores, Maurice Untermyer. En 1895 se les unió Louis Marshall y cambiaron el nombre por Guggenheimer, Untermyer & Marshall, que prevaleció durante 45 años.
Entre sus inicios como abogado y finales de 1921 participó en numerosos casos sobre varios tipos de derecho: internacional, penal, civil y societario, ganó fama como abogado opuesto a los trusts, promoviendo la lucha contra los monopolios que dominaban la economía estadounidense, y favoreciendo la regulación estatal de las empresas privadas en el espíritu de la Era progresista de los EE. UU.

## Política
Fue delegado en las ediciones de 1904, 1908, 1912, 1916, 1932 y 1936 de la Convención Nacional Demócrata en Nueva York. También fue delegado en la convención constitucional estatal de Nueva York de 1938.

## Sionismo
Untermyer apoyaba el movimiento sionista y fue presidente del Keren Hayesod, la agencia a través de la que dicho movimiento se dirigía y se sigue dirigiendo en Estados Unidos.
Untermyer abogó públicamente por la destrucción política de la Alemania nazi desde 1933. Tal y como se cita en el New York Times del 7 de agosto de 1933, Untermyer dijo: «Que los judíos del mundo declaren la Guerra Santa contra Alemania»; posteriormente promovería el boicot económico y político de Estados Unidos contra el régimen nazi.